# Neil Casey
Neil Casey (Wilmington, 28 luglio 1981) è un attore, scrittore e comico statunitense.

## Biografia
Casey ha lavorato come scrittore per la serie di sketch comici della NBC Saturday Night Live dal 2012 al 2013 e per la serie di Comedy Central Inside Amy Schumer nel 2014, ricevendo nomination ai Primetime Emmy Award per entrambi gli spettacoli. Come attore, è stato un personaggio fisso nelle commedie Other Space (2015) e Making History (2017). Casey è apparso anche nel reboot del 2016 Ghostbusters.

### Carriera da attore
Neil Casey si è laureato all’Università del Delaware con una laurea in inglese, con una specializzazione in drammaturgia e una minore in teatro. Ha iniziato la sua carriera teatrale nel 2001 e ha lavorato presso l’UCB Theatre, dove insegna dal 2007. Ha diretto, scritto e recitato in diversi spettacoli teatrali.
Nel 2015, Neil Casey ha recitato nella serie di Yahoo! Screen Other Space, creata da Paul Feig.
Nel luglio 2015, Casey è stato scelto per il suo primo film di successo, Ghostbusters, il reboot del film del 1984, interpretando il ruolo del cattivo Rowan North. Il film ha riunito Casey con il creatore di Other Space Feig e i membri del cast Eugene Cordero, Bess Rous, Karan Soni e Milana Vayntrub. È stato rilasciato il 15 luglio 2016 da Sony Pictures Entertainment.
Nel 2017, Casey ha iniziato a recitare al fianco di Adam Pally nella commedia sui viaggi nel tempo di Fox Making History, interpretando il ruolo di Sam Adams.

### Carriera da scrittore
Nel 2012, Neil Casey è stato assunto per scrivere sketch comici per la 38ª stagione di Saturday Night Live. È stato nominato per un Primetime Emmy Award alla 65ª edizione degli Emmy nel 2013. È stato anche nominato per un Writers Guild of America Award nel 2013 e nel 2015 nella categoria Commedia/Varietà (inclusi talk show).
Nel 2014, Casey è stato nominato per un Primetime Emmy Award per la Miglior Sceneggiatura per il suo lavoro su Inside Amy Schumer. È stato anche nominato per un Writers Guild of America Award nel 2014 nella categoria Commedia/Varietà (inclusi talk show).
Nel 2015, Casey ha scritto per la terza stagione di Kroll Show.

## Filmografia parziale

### Cinema
- Ghostbusters, regia di Paul Feig (2016)
- A Futile and Stupid Gesture, regia di David Wain - film TV (2018)
- Greener Grass, regia di Jocelyn DeBoer e Dawn Luebbe (2019)